# 4play
4play es un disco recopilatorio de la banda británica de rock The Cure, lanzado a la venta en 2006 a través de la tienda virtual de música ITunes Store, en un principio sólo en UK y posteriormente en todo el mundo.
El disco compila canciones de los cuatro primeros trabajos en estudio de la banda, Three Imaginary Boys, Seventeen Seconds, Faith y Pornography, así como canciones aparecidas en sus ediciones remasterizadas de las series Deluxe de Universal Music. Está compuesto de doce canciones, cuatro de ellas son sencillos de cada uno de los discos, otras cuatro son canciones en vivo tomadas de las ediciones Deluxe y las cuatro restantes son nuevas versiones de los temas que dan título a cada álbum. Además se incluye una entrevista (dividida en cuatro partes) al líder de la banda, Robert Smith, hablando de estos primeros cuatro discos.

## Listado de canciones
| N.º | Título                                                                                                | Duración |  |
| 1.  | «10:15 saturday night» (sencillo de Three Imaginary Boys)                                             | 3:45     |  |
| 2.  | «Subway Song - Live in Nottingham 10/1979» (extraída de Three Imaginary Boys - Rarities CD 1977-1979) | 2:28     |  |
| 3.  | «A forest» (sencillo de Seventeen Seconds)                                                            | 5:58     |  |
| 4.  | «At Night - Live in France 6/1980» (extraída de Seventeen Seconds - Rarities CD 1979 - 1980)          | 5:38     |  |
| 5.  | «Primary» (sencillo de Faith)                                                                         | 3:37     |  |
| 6.  | «The Funeral Party - Live Somewhere Summer 81» (extraída de Faith - Rarities CD 1980-1981)            | 4:38     |  |
| 7.  | «The hanging garden» (sencillo de Pornography)                                                        | 4:35     |  |
| 8.  | «A Short Term Effect - Live in Brussels 6/1982» (extraída de Pornography - Rarities CD 1981-1982)     | 4:07     |  |
| 9.  | «Three Imaginary Boys» (nueva versión 2005)                                                           | 3:12     |  |
| 10. | «Seventeen Seconds» (nueva versión 2005)                                                              | 4:06     |  |
| 11. | «Faith» (nueva versión 2005)                                                                          | 7:08     |  |
| 12. | «Pornography» (nueva versión 2005)                                                                    | 5:51     |  |

| - El disco se completa de 4 partes de una entrevista a Robert Smith hablando acerca de los primeros cuatro discos de The Cure. - 1, 2 y 9 canciones compuestas por Robert Smith, Michael Dempsey y Lol Tolhurst. | - 3, 4 y 10 canciones compuestas por Robert Smith, Lol Tolhurst, Simon Gallup y Matthieu Hartley. - 5, 6, 7, 8, 11 y 12 canciones compuestas por Robert Smith, Lol Tolhurst y Simon Gallup. |